# Томас Нойбер
Томас Нойбер (на немски: Thomas Neubert) е германски футболист,.

## Кариера
Нойбер започва професионалната си кариера като централен нападател в родния си клуб, „Енерги“ (Котбус), и влиза в състава на първия отбор през 2000 г. След един сезон в Бундеслигата, в който не се появява на терена, той подписва договор с „Динамо“ Дрезден, играещ в NOFV-Оберлига Süd. В „Динамо“ Нойбер започва редовно да играе в първия отбор, партнирайки на Денис Козлов в атака. Клубът печели титлата и промоция в Регионална лига Север. През следващия сезон той става голмайстор на отбора, а година след това помага на клуба да спечели промоция до Втора Бундеслига, въпреки че пропуска края на сезона заради контузия, претърпяна в мача срещу Хамбургер II през март 2004 г.
Същата контузия ограничава Нойбер до само осем мача за „Динамо“ в двата сезона на отбора във втория ешелон, а през 2006 г., след като клуба изпада, Нойбер е освободен. Той изкарва неуспешен сезон с „Холщайн“ Кил, преди да се премести в другия край на страната за шестмесечен период в СВ Вакер Бургхаузен. През януари 2008 г., Нойбер подписва с „Халешер“ ФК, където се събира отново с бившия помощник-треньор на „Динамо“ Дрезден, Свен Кьолер, и помага на клуба да спечели титлата на Оберлига NOFV. Нойбер прекарва три години в „Халешер“ в Регионална лига Север, преди да напусне през 2011 г., за да се върне отново в Дрезден и подпише за СК „Борея“. „Борея“ оттегля отбора си от Оберлигата през септември 2011 г., оставяйки Нойбер без клуб. Няколко седмици по-късно, той подписва с „Радебеулер“ ФК. В края на сезон 2012 – 13, Нойбер напуска „Радебеулер“ BC и си взима кратка почивка от футбола.